# Swiped
Swiped es una película estadounidense de 2018, una comedia romántica dirigida por Deborah Ann Fishman, quien también escribió el guion y la producción ejecutiva. La película está protagonizada por Kendall Sanders, Noah Centineo, Nathan Gamble, Kristen Johnston, George Hamilton, Leigh-Allyn Baker, Alana Collins Stewart, Christian Hutcherson, Shelby Wulfert, Maddy Curley, Steve Daron y Kalani Hilliker .

## Argumento
El estudiante universitario James (Sanders) es reclutado por su compañero de clase Lance (Centineo) para desarrollar la aplicación de conexión definitiva, uniendo personas en todo el campus sin ataduras. Cuando James se da cuenta de las consecuencias de sus acciones, comienza a lamentar su participación.

## Reparto
- Kendall Sanders como James Wilson Singer
- Noah Centineo como Lance Black
- Nathan Gamble como Daniel
- Christian Hutcherson como Wesley
- Shelby Wulfert como Hannah Grace Martin
- Chase Victoria como Rachel
- Shein Mompremier como Melody
- Kristen Johnston como el profesor Barnes
- George Hamilton como Phil Singer
- Leigh-Allyn Baker como Leah Singer
- Alana Collins Stewart como Sunny Singer
- Maddy Curley como Tiffany
- Steve Daron como Justin
- Kalani Hilliker como Ashley Singer